# Dusun Sibak
Dusun Sibak is een bestuurslaag in het regentschap Muko-Muko van de provincie Bengkulu, Indonesië. Dusun Sibak telt 4043 inwoners (volkstelling 2010).